# Journée du Parc
La Journée du Parc est un événement annuel belge et néerlandais qui a lieu le dernier dimanche de mai ou le premier dimanche de juin.
L'initiative existe en Flandre depuis 2000 à l'initiative du Gouvernement régional flamand , et est organisé aux Pays-Bas depuis 2005 par l' ANWB (Algemene Nederlandse Wielrijdersbond, association néerlandaise pour le cyclisme et le tourisme). Park Day attire l'attention sur la verdure dans la ville de manière positive. Les habitants peuvent (re)découvrir le parc dans leur environnement de vie immédiat. Aux Pays-Bas, environ 60 communes participent à cette journée. Diverses activités ont lieu dans les parcs.
En 2009, il y eut 120 000 personnes dans les parcs, grâce au beau temps.